# 庫埃納瓦卡
庫埃納瓦卡（西班牙語：Cuernavaca，西班牙語發音：[kweɾnaˈβaka]）是墨西哥的城市，也是莫雷洛斯州的首府。庫埃納瓦卡市位於首都墨西哥城南邊85公里，從墨西哥聯邦高速公路95D駕駛大約1個半小時後可抵達該市。
庫埃納瓦卡市始建於1714年，面積151.2平方公里，海拔高度1,510米，每年平均降雨量945毫米，主要經濟活動是商業，在2010年人口達到365,168人。這座城市曾經是印第安人的首都，名為庫奧納瓦克（Cuauhnáhuac）。在1521年時被西班牙殖民者埃爾南·科爾特斯率人佔領後，將城市更為現名。

## 姊妹市

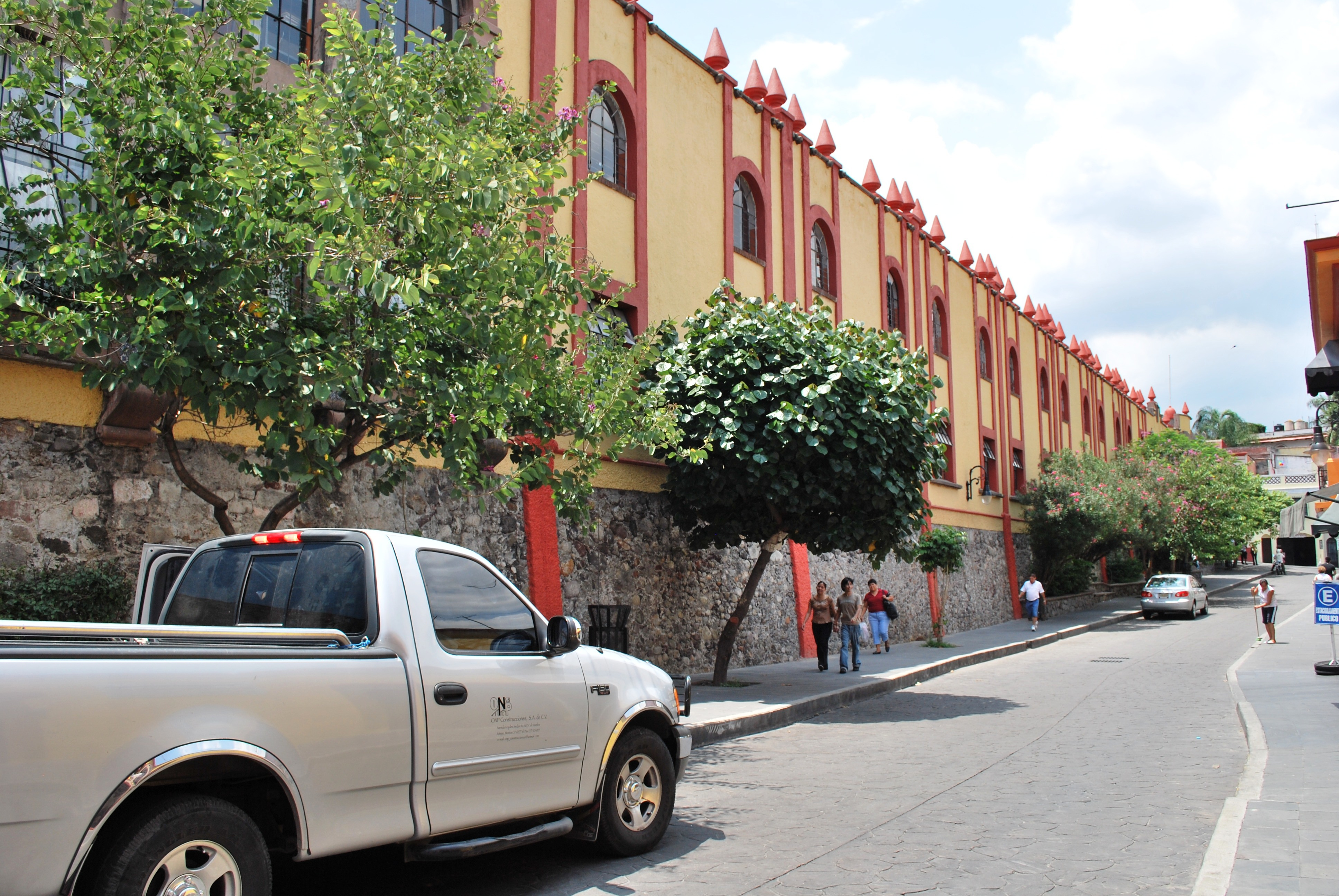
庫埃納瓦卡市的市景

- 明尼亞波利斯（ 美国明尼蘇達州）
- 丹佛（ 美国科羅拉多州）[2]
- 大多喜町（ 日本千葉縣）[3]

## 外部連結
- 维基导游上有關Cuernavaca的旅行指南
- Ayuntamiento de Cuernavaca 官方网站
- Newcomers Club of Cuernavaca, non-profit organization of English-speaking residents and visitors to Cuernavaca and Morelos
- Amenaza destitución al alcalde de Cuernavaca Diario de Morelos
- BreakingNews Cuernavaca Morelos  （页面存档备份，存于） BreakingNews – Diario de Morelos

18°55′04″N 99°13′36″W / 18.91778°N 99.22667°W